# 高橋一輔
髙橋 一輔（たかはし かずすけ）は、日本の造園家。アゴラ造園(株) 代表取締役会長。
1964年、千葉大学園芸学部造園学科を卒業し、1972年に会社を設立した。
第31回日本造園学会上原敬二賞（平成25年度）を受賞。